# Antonio Notario Caro
Antonio Notario Caro, més conegut com a Notario (nascut a Mataró, Maresme el 19 de novembre de 1972) és un futbolista andalús d'origen català ja retirat.

## Biografia
Es va formar com a futbolista a les categories inferiors del Granada CF, debutant amb el primer equip a la temporada 1990-91 a la Segona divisió B. A la temporada 1993-94 va ser fitxat pel València CF, on va jugar al filial i va arribar a ser convocat alguns partits amb el primer equip. Va continuar jugant per diferents clubs a Segona B, tornant de nou al Granada CF on va fer unes grans actuacions, arribant a rebre només 27 gols en 37 partits la temporada 1999-00.
Les bones temporades a Segona B van despertar l'interès del Sevilla FC que llavors jugava a la divisió de plata. A l'equip sevillà va aconseguir l'ascens a Primera Divisió i va seguir sent titular durant dues temporades més, fins que Andreu Palop va arribar a la disciplina andalusa la temporada 2003-04.
Durant tres temporades més va restar al Sevilla FC, jugant de porter suplent, i arribant a guanyar la Copa de la UEFA l'any 2006. A la temporada 2006-07 va deixar l'equip de Sevilla per tornar al Real Murcia CF on ja hi havia jugat dotze anys abans. Dues temporades després, havent aconseguit un ascens a primera i un altre descens a segona, va decidir fitxar pel Celta de Vigo on juga actualment.